# Everyone into Position
Everyone Into Position — второй студийный альбом британской группы Oceansize, вышедший в 2005 году. После записи альбома группу покинул бас-гитарист Джон Эллис.

## Список композиций
1. «The Charm Offensive» — 7:19
  - включает спрятанный на предшествующей паузе трек «Emp(irical)error»
2. «Heaven Alive» — 6:20
3. «A Homage to Shame» — 5:52
4. «Meredith» — 5:26
5. «Music for a Nurse» — 8:16
6. «New Pin» — 5:11
7. «No Tomorrow» — 7:10
8. «Mine Host» — 4:10
9. «You Can’t Keep a Bad Man Down» — 7:36
10. «Ornament/The Last Wrongs» — 9:21

## Участники записи

### Oceansize
- Майк Веннарт — вокал, гитара
- Гэмблер — гитара
- Стив Дароуз — гитара, вокал
- Джон Эллис — бас-гитара
- Марк Хирон — ударные

### Продюсирование
- Дэн Остин — продюсер, инженер
- Oceansize — продюсер
- Дэнтон Саппл — сведение
- Роб Смит — сведение
- Ник Вебб — мастеринг

### Оформление
- www.seth-design.com